# Beau Smith
Compléments
créateur de Wynonna Earp
Beau Smith né le 17 décembre 1954 à Huntington en Virginie-Occidentale est un auteur de comics, créateur du personnage de Wynonna Earp qui a été depuis adapté en série télévisée.

## Biographie
Très tôt attiré par les comics, Stephen Scott Beau Smith, qui signe ses œuvres Beau Smith, choisit toutefois de suivre des études de journalisme et est diplômé de l'Université Marshall. Il parvient cependant à réaliser son rêce d'enfant et  écrit sa première histoire publiée dans un comics en 1987. Timothy Truman lui propose de compléter une histoire brève dans son comics Scout publié par Eclipse Comics. Il est ensuite engagé par Dean Mullaney, directeur d'Eclipse pour être responsable du marketing. Par la suite il occupe ce poste chez plusieurs éditeurs comme Image Comics et IDW Publishing mais aussi pour d'autres sociétés comme McFarlane Toys (entreprise de figurines). En tant que scénariste il travaille pour plusieurs maisons, entre autres Marvel Comics, Image et DC Comics. Là il scénarise des épisodes de Superman, Batman et surtout Guy Gardner en 1994. La série qui était sur le point d'être arrêtée voit ses ventes passer de 18 000 exemplaires à 60 000 exemplaires.
Chez Image, il crée en 1995 deux comics d'humour Boof et Boof and the Bruise Crew et en 1996 Wynonna Earp dessiné par Joyce Chin et Pat Lee. Ce comics est adapté en série en 2016.